# 武士スタント逢坂くん!
『武士スタント逢坂くん!』（ぶしスタントあいさかくん!）は、ヨコヤマノブオによる日本の漫画作品。『ビッグコミックスピリッツ』（小学館）にて、2019年50号から2021年19号まで連載された。
江戸の武士であり、人気春画師の逢坂総司郎が、令和へとタイムスリップし、漫画家のアシスタントとして奮闘する物語。
2021年7月27日（26日深夜）から9月28日（27日深夜）まで濵田崇裕主演でテレビドラマが放送された。

## 登場人物
逢坂総司郎（あいさか そうじろう）
本作の主人公。江戸の武士。逢坂家の次男として出生。故に家督を継ぐことはないと幼少期より心得ていた。元服を経たのちに家を出たあとは町民の住む長屋に移り住み、やがて常連の顧客をもつ人気春画師として密やかに暮らしていた。
寛政三年、ご禁制の春画を描き、高値で取引をしていることが露呈してお縄につく。猥褻図画流布の罪により打ち首の沙汰が下りる。もっと絵を描きたかったという強い無念が作用したのか、どういうわけか令和元年の宮上の仕事場にタイムスリップしてきた。
自分の居た江戸の世では考えられない、自由で生き生きとした表現で描かれている宮上の漫画に衝撃を受けて「師」と仰ぎ、もっと画を学び“まん画道”を究めたいと弟子入りを懇願。新入りのアシスタントとして働き始める。特技は高速消しゴムかけ。
逢坂が9歳のころ、"龍に巫女が翻弄される画"に魅入られ、絵師を志す。画のなかの龍を自らの筆を用いて打ち倒し、自由の身となった巫女を存分に描き表すことを目標に鍛錬をかさねている。
長いもの（触手）と女性の組み合わせの画に言い知れぬ衝動を掻き立てられる。自身が描く創作画にもその傾向（触手責め）が反映されている。しかし、逢坂自身は女性に対して奥手であり、未だ柔肌に触れたことも皆無な童貞である。
宮上裕樹（みやがみ ゆうき）
週刊連載を持つ漫画家歴13年の中堅漫画家。主にファンタジー系の漫画を描いている。性格は温厚で面倒見も良く、人望も厚い。突然仕事場に現れた逢坂に戸惑ったが、弟子入りを懇願する熱意に絆されてアシスタントとして採用した。また、絵の師匠としても指導している。アシスタントらとフランクに遊ぶこともあるが、仕事や漫画のことになると一線を引き、厳しい面を見せる。
丹内あたり（にない あたり）
宮上を担当する若手編集者。いつも穏やかな微笑みを湛えており人当たりも良く、仕事も実直に熟す。一眼レフでの写真撮影が趣味。逢坂の想い人である。
緋村清人（ひむら きよひと）
宮上のチーフアシスタント。宮上をとても尊敬し、敬愛している。当初は突然現れた新入りの逢坂を訝しんで警戒していたが、下心や裏のない性格であるとわかり、兄弟子として親切に面倒を見ている。筋トレ大好きな筋肉オタク。
瀬戸水緒（せと みお）
宮上のアシスタント。男性の裸体や筋肉が大好きで、ことあるごとに男根を原稿に描き込む策を練っては宮上に制止される。同人誌即売会に足を運ぶことも手慣れている。
橋本AEG（はしもと えいじ）
宮上の師匠である漫画家。エロには煩いまでに拘りを持っている。アナーキーなルックスや言動とは裏腹に女性との交際経験は皆無に等しく、正対すると初心な反応をする。いわゆる素人童貞である。
鶯谷寛喜（うぐいすだに ひろのぶ）
江戸の大名。身分が高いが故に俗な春画を見たことがなかった。更にEDというコンプレックスから、他の者が快楽を得ることが許しがたく、春画などの流通一切を禁じた。法を犯した逢坂に打ち首を命じた暗君。
鶯谷明喜（うぐいすだに あきのぶ）
「週刊トロピカル」の副編集長。鶯谷寛喜の子孫。豪気な仕事ぶりとは対照的に、こと女性に対しては奥手である。

## 書誌情報
- ヨコヤマノブオ 『武士スタント逢坂くん！』 小学館〈ビッグコミックス〉、全6巻
  1. 2020年2月28日発売[3][4]、ISBN 978-4-09-860541-5
  2. 2020年4月27日発売[5]、ISBN 978-4-09-860594-1
  3. 2020年7月30日発売[6]、ISBN 978-4-09-860678-8
  4. 2020年10月28日発売[7]、ISBN 978-4-09-860751-8
  5. 2021年5月28日発売[8]、ISBN 978-4-09-860869-0
  6. 2021年6月30日発売[9]、ISBN 978-4-09-861099-0

## テレビドラマ
『武士スタント逢坂くん!』（ぶしスタントあいさかくん!）のタイトルで、2021年7月27日（26日深夜）から9月28日（27日深夜）まで日本テレビ製作・日本テレビ系の深夜ドラマ枠『シンドラ』で放送された。主演は濵田崇裕。

### キャスト
- 逢坂総司郎 - 濵田崇裕（ジャニーズWEST）[2]
- 宮上裕樹 - 今井隆文[10]
- 丹内あたり - 久保田紗友[10]
- 緋村清人 - 森本慎太郎（SixTONES）[10]
- 瀬戸水緒 - 長井短[10]

#### ゲスト
第1話
- 鶯谷寛喜 - 髙嶋政宏

第4話
- 悟流権憎羅宗則政親 ／ 慶太 - 山口大地（二役）
- 富江 - 今本洋子
- イタリアン料理店店長 - パンツェッタ・ジローラモ
- ぺぺろんちいの茂助 - 淡梨

第5話
- 宮上の師匠・橋本AEG - ROLLY
- 淫魔ちゃんレイヤー - 伊織もえ
- 触手ちゃんレイヤー - つんこ
- エルフちゃんレイヤー - 篠崎こころ
- 同人誌即売会参加者 - ヨコヤマノブオ

第6話 - 最終話
- 鶯谷明喜 - 高嶋政宏（寛喜と二役）

第7・8話
- ひづき - 尾崎由香

最終話
- 橋本AEG - ROLLY
- 管理人 - 中田春助
- 慶太 - 山口大地
- 日下部兵衛門 - 片岡哲也
- 富江 - 今本洋子
- イタリアン料理店店長 - パンツェッタ・ジローラモ
- 先輩社員 - 本庄司

### スタッフ
- 原作：ヨコヤマノブオ「武士スタント逢坂くん!」（小学館「ビッグコミックスピリッツ」刊）
- 脚本：坪田文、伊達さん（大人のカフェ）
- 演出：渋江修平、大江海
- 音楽：近谷直之
- 主題歌：ジャニーズWEST「喜努愛楽」（ジャニーズ・エンタテイメント）[12][13]
- 漫画指導：川口瑞恵、椿遊介
- 漫画制作：NAGA[14]、かつら和樹[15]
- 龍神の絵制作：谷津有紀[16]
- アクション・所作指導：青木哲也
- 編成企画：安島隆、河野雄平
- コンテンツプロデューサー：藤澤季世子
- チーフプロデューサー：三上絵里子
- プロデューサー：諸田景子、長松谷太郎、中野有香
- 制作プロダクション：ギークサイト
- 製作・著作：日本テレビ、ジェイ・ストーム

### 放送日程
| 話数   | 放送日  | サブタイトル                                     | 脚本                     | 演出     |
| ------ | ------- | ------------------------------------------------ | ------------------------ | -------- |
| 第1話  | 7月27日 | 全裸亀甲縛りの武士が漫画家アシスタントに!?       | 坪田文                   | 渋江修平 |
| 第2話  | 8月3日  | 僕と勝負してくれませんか? 男同士の相撲対決       | 坪田文                   | 渋江修平 |
| 第3話  | 8月10日 | これは恋? 写真を超える絵を描くでござる!          | 伊達さん（大人のカフェ） | 大江海   |
| 第4話  | 8月17日 | 拙者と触れ合ってござらぬか?                      | 伊達さん（大人のカフェ） | 大江海   |
| 第5話  | 8月24日 | 春爛漫の同人誌即売会へ                           | 坪田文                   | 渋江修平 |
| 第6話  | 8月31日 | 逢坂の春は令和に残って…                          | 坪田文                   | 渋江修平 |
| 第7話  | 9月7日  | エロ禁止では描けませぬ…                          | 伊達さん（大人のカフェ） | 大江海   |
| 第8話  | 9月14日 | ラブコメ大作戦！？好きを伝えるには嫌いを知るべし | 坪田文                   | 大江海   |
| 第9話  | 9月21日 | 筋肉のぶつかり合いで男を魅せろ！                 | 坪田文                   | 渋江修平 |
| 最終話 | 9月28日 | 令和は誠に素晴らしき世にございます               | 坪田文                   | 渋江修平 |

- 初回は前夜放送の『news zero』の放送時間拡大（23時00分 - 翌0時09分）により10分繰り下げ、1時09分 - 1時39分に放送された。
- 第5話は1:04 - 1:34に放送。

### 放送局
| 放送期間        | 放送時間                     | 放送局         | 対象地域   | 備考   |
| --------------- | ---------------------------- | -------------- | ---------- | ------ |
| 2021年7月27日 - | 火曜 0:59 - 1:29（月曜深夜） | 日本テレビ     | 関東広域圏 | 製作局 |
|                 |                              | ミヤギテレビ   | 宮城県     |        |
|                 |                              | 山梨放送       | 山梨県     |        |
|                 |                              | 静岡第一テレビ | 静岡県     |        |
| 2021年8月4日 -  | 水曜 1:34 - 2:04（火曜深夜） | 札幌テレビ     | 北海道     |        |
| 2021年8月7日 -  | 土曜 1:59 - 2:29（金曜深夜） | 北日本放送     | 富山県     |        |
| 2021年8月13日 - | 金曜 2:10 - 2:40（木曜深夜） | 福岡放送       | 福岡県     |        |